# Petar Milutin Kvaternik
Petar Milutin Kvaternik (1. kolovoza 1882. Vučinić Selo kraj Vrbovskog – 10. travnja 1941. Crikvenica) hrvatski političar, brat Slavka Kvaternika

## Životopis
Nakon gimnazije polazi kadetsku školu, postaje časnik austrougarske vojske u Grazu. Kasnije je završio ratnu školu u Bečkom Novom Mjestu, za vrijeme 1. svjetskog rata borio se na ratištima u Galiciji i na Karpatima, u Kraljevini SHS 1919. godine je umirovljen u činu majora. Po umirovljenju postaje društveno aktivan, radi u društvu Hrvatski radiša, čiji je glavni ravnatelj od 1929.

### Pogibija
Kvaternika je 1941. u Crikvenici ubio "jedan nadobudni jugoslavenski časnik, te je ovo ubojstvo Hrvatski radiša iskoristio za osnivanje Kvaternikove zaklade".
Petar Milutin Kvaternik nalazio se u travnju 1941. u Crikvenici, sa skupinom istomišljenika pokušao je 10. travnja upostaviti vlast NDH u Crikvenici, poginuo je u sukobu s jugoslavenskim mornarima predvođenim kapetanom bojnog broda Pleiweissom. Opis tijeka događaja Pleiweissa i onoga objavljenog u tisku NDH podudara se. NDH tisak je pisao da se radilo o hladokrvnom smaknuću, dok je Pleiweiss nastojao Kvaternika i drugove predstaviti kao kukavice. "Zanimljivo je da se i iz Pleiweissova opisa posredno može pretpostaviti da je uistinu bila riječ o smaknuću".